# Beatrice Frey

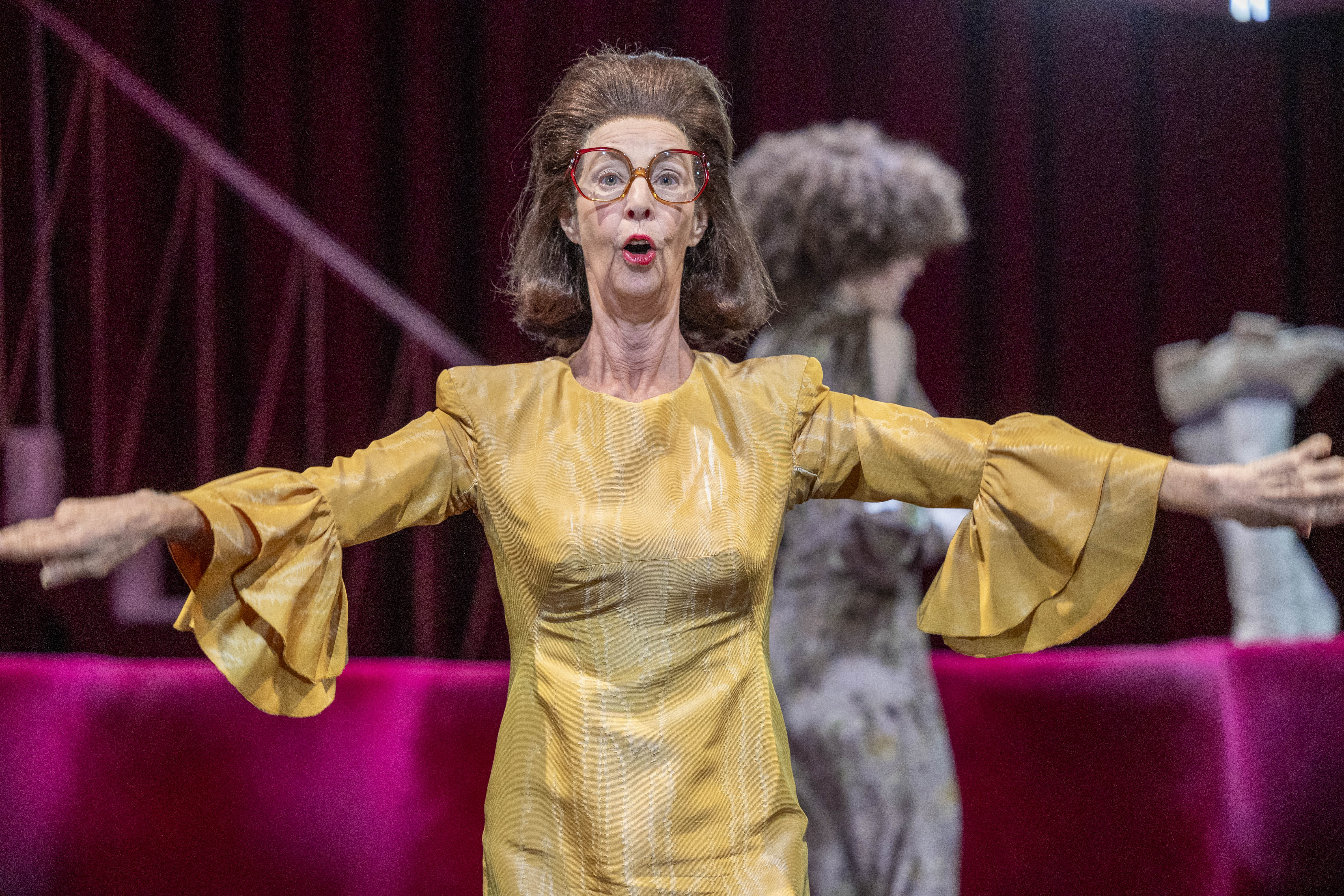
Beatrice Frey in „Die kahle Sängerin“ Deutsches Theater (2023)

Beatrice Frey (* 24. Juli 1951 in Thun am Thunersee) ist eine schweizerisch-österreichische Schauspielerin.

## Leben
Beatrice Frey wurde als Tochter der österreichischen Schauspielerin Valerie Rückert und eines Schweizer Diplomaten geboren und wuchs in Thun, Köln und Washington, D.C. auf. Nach der Übersiedlung der Familie nach Wien wurde sie 1968 österreichische Juniorenmeisterin im Springreiten. Von 1972 bis 1975 studierte sie Schauspiel am Mozarteum in Salzburg.
Ab 1976 arbeitete sie mit dem Regisseur Hans Gratzer unter anderem an der Werkstatt im Neuen Theater am Kärntnertor in der Uraufführung von Elisabeth eins von Paul Foster zusammen. 1978 war sie gemeinsam mit Gratzer an der Gründung des Schauspielhauses Wien beteiligt, wo sie auch bis 1984 und von 2002 bis 2004 fest engagiert war und 1983 in der österreichischen Erstaufführung der Rocky Horror Show in der Inszenierung von Michael Schottenberg die Rolle der Janet Weiss verkörperte. Außerdem war sie dort als Viola in Was ihr wollt und als Ophelia im Hamlet, als Pauline im Schützling  von Nestroy, als Oi in Mercedes von Thomas Brasch, in der Titelrolle in Lilith von Colin Spencer und im Diener zweier Herren zu sehen. Von 1985 bis 1987 spielte sie am Schauspielhaus ihr Programm 1, 2, 3 mit eigenen Texten und der Musik von Peter Kaizar.
1987 gründete sie gemeinsam mit Karl Welunschek, Andrea Braunsteiner und Michael Zerz die Theatergruppe Wiener Ensemble und stand damit als Flora im Talisman von Nestroy und in Ihr werdt’s euch noch an Wien erinnern von Helmut Qualtinger auf der Bühne.
Ab 1986 wirkte sie am Wiener Volkstheater, etwa als Marguerite in Die roten Nasen von Peter Barnes oder in der Rolle der Aase in Peer Gynt, in der Saison 2005/06 beispielsweise in der Uraufführung von Spiegelgrund von Johann Kresnik, in Vor dem Ruhestand von Thomas Bernhard und der Stadt ohne Juden von Hugo Bettauer sowie 2006/07 als Frau Amtsgerichtsrat in Ödön von Horváths Glaube Liebe Hoffnung.
Gastspiele führten sie beispielsweise ans Schauspiel Frankfurt und ans Wiener Raimundtheater. Von 1996 bis 1998 war sie am Schlossparktheater Berlin engagiert, 1998 inszenierte sie dort die Flüchtlingsgespräche von Bertolt Brecht. In den Spielzeiten 2009/10 bis 2018/19 war sie Ensemblemitglied am Schauspiel Hannover, wo sie unter anderem als Else in der Bühnenfassung von Das Fest von Thomas Vinterberg, als Doktor im Woyzeck, als Frau von Luber im Silbersee von Georg Kaiser, in der Bühnenfassung von Adams Äpfel von Anders Thomas Jensen sowie in Der goldene Drache von Roland Schimmelpfennig auftrat. Im Jänner 2020 feierte sie am Schauspielhaus Graz mit dem Drama Vögel von Wajdi Mouawad unter der Regie von Sandy Lopičić als Eitan Zimmermanns Großmutter Leah Kimhi Premiere, in Vernon Subutex nach dem Roman von Virginie Despentes spielte sie dort in einer Inszenierung von Alexander Eisenach die Rolle der Véro.
Im ORF hatte sie unter anderem Rollen in den Fernsehserien Tohuwabohu, als Geli in Dolce Vita & Co, in Julia – Eine ungewöhnliche Frau als Ilse Hutter und im Trautmann, wo sie die Hilde Grünsteidl verkörperte.
Frey war in erster Ehe mit Mario Terzic, in zweiter Ehe mit dem Bühnenbildner Michael Zerz verheiratet.

## Auszeichnungen
- 1985: Förderpreis der Kainz-Medaille für ihre Darstellung der Oi in Mercedes von Thomas Brasch am Wiener Schauspielhaus[7]
- 2007/08: Karl-Skraup-Preis in der Kategorie Beste Nebenrolle[11]
- 2012: Goldenes Verdienstzeichen des Landes Wien[4]

## Filmografie (Auswahl)
- 1980: Exit … Nur keine Panik (Regie: Franz Novotny)
- 1979/1980: Kottan ermittelt (zwei Episoden)
- 1983: Karambolage (Regie: Kitty Kino)
- 1984: Lebenslinien – Augustine – Das Herz in der Hand
- 1986: Tatort: Alleingang
- 1986: Das Diarium des Dr. Döblinger (Regie: Michael Schottenberg)
- 1988: L’heure Simenon – Les volets verts
- 1989: Die Arbeitersaga – Die Verlockung – Juni 1961
- 1990: Sidonie (Regie: Karin Brandauer)
- 1993: Muttertag – Die härtere Komödie
- 1994: Höhenangst (Regie: Houchang Allahyari)
- 1995: Die Nacht der Nächte (Regie: Xaver Schwarzenberger)
- 1995: Freispiel
- 1995: Auf Teufel komm raus (Regie: Wolfgang Murnberger)
- 1997: Der Unfisch (Regie: Robert Dornhelm)
- 1997: Qualtingers Wien
- 1997: Fröhlich geschieden (Regie: Peter Sämann)
- 1990–1998: Tohuwabohu (Fernsehserie)
- 1998: Frauen lügen nicht (Regie: Michael Juncker)
- 1998: Fever (Regie: Xaver Schwarzenberger)
- 1999: Wanted
- 1999: Stella di mare – Hilfe, wir erben ein Schiff!
- 1999: Jahrhundertrevue (Regie: Harald Sicheritz)
- 1999: Kommissar Rex – Der Verlierer
- 2000: Kaisermühlen Blues – Die Quereinsteigerin
- 2000: Zwei Frauen, ein Mann und ein Baby (Regie: Wolfgang Murnberger)
- 2001: Edelweiss (Regie: Xaver Schwarzenberger)
- 2001: Julia – Eine ungewöhnliche Frau (Fernsehserie, sechs Episoden)
- 2001: Zwölfeläuten
- 2002: MA 2412 (zwei Episoden)
- 2001–2002: Dolce Vita & Co (sieben Episoden)
- 2004: Kommissar Rex – Sein letzter Sonntag
- 2004: Familie auf Bestellung (Regie: Urs Egger)
- 2000–2004: Trautmann
- 2005: Zwei Weihnachtshunde
- 2007: Tatort: Familiensache
- 2008: Der Nikolaus im Haus
- 2009: Sisi
- 2018: Der Pass
- 2022: Aus die Maus (Fernsehserie, eine Episode)
- 2022: Totenfrau (Fernsehserie, eine Episode)
- 2023: The Palace